# Ordens honoríficas da Espanha
As honras militares mais antigas da Espanha existentes hoje se originaram nos reinos cristãos de Leão, Castela, Aragão e Navarra na época da ocupação islâmica da Espanha na Idade Média.

## Ordens históricas de cavalaria
Reino de Aragão 
- Confraria de Belchite, fundada por Afonso I, o Batalhador (1122).
- Ordem de Monreal, fundada por Afonso I, o Batalhador (1124).
- Ordem do Machado, fundada por Raimundo Berengário IV, Conde de Barcelona (1150).
- Ordem de Monte Gaudio, fundada por Rodrigo Álvarez de Sarria, Conde de Sarria (1172).
- Ordem de São Jorge de Alfama, fundada por Pedro II, o Católico (1201).
- Ordem de São Pedro Mártir, fundada por São Domingos de Gusmão[1] (1216).
- Ordem de Nossa Senhora das Mercês, fundada por São Pedro Nolasco (1218).
- Ordem do Armino, fundada por Alfonso V, o Magnânimo (1436).

 Reino de Castela 
- Ordem dos Irmãos Hospitaleiros de Burgos, fundada por Afonso VIII, o das Navas (1212).
- Ordem de Santa Maria de Espanha, fundada por Afonso X, o Sábio (1270).
- Ordem da Escala, fundada por Alfonso XI, o Justiceiro (1318).
- Ordem da Pomba, fundada por João I de Castela (1379).
- Ordem da Razão, fundada por João I de Castela (1385).

## Ordens atuais

### Ordens de cavalaria
Os monarcas católicos Rainha Isabel I de Castela e Rei Fernando II de Aragão introduziram um sistema de honra militar que foi aprovado pelo Papa Adriano VI em 1523. Desde então, monarcas espanhóis atribuem títulos e honras hereditárias a nobres e militares. Destas ordens de cavalaria históricas, apenas as seguintes permanecem em vigor:
| Ordem                                                     | Graus                                                                                         | Fundação e lema | Fundador            | Concessão                                                                               | Barreta |
| --------------------------------------------------------- | --------------------------------------------------------------------------------------------- | --------------- | ------------------- | --------------------------------------------------------------------------------------- | ------- |
| — Ordem de Calatrava                                      | Mestre Comendador Cavaleiro Prior Sacristão Obreiro-Mor                                       | 1158            | Afonso VIII         | Distintos serviços prestados à Coroa espanhola e atos de defesa pública da fé católica. | Barreta |
| — Ordem de Santiago                                       | Mestre Comendador Cavaleiro                                                                   | 1170            | Fernando II         | Distintos serviços prestados à Coroa espanhola e atos de defesa pública da fé católica. | Barreta |
| — Ordem de Alcântara                                      | Mestre Comendador Cavaleiro                                                                   | 1176            | Fernando II         | Distintos serviços prestados à Coroa espanhola e atos de defesa pública da fé católica. | Barreta |
| — Ordem de Nossa Senhora de Montesa e São Jorge da Alfama | Mestre Comendador Cavaleiro                                                                   | 1317            | Jaime II            | Distintos serviços prestados à Coroa espanhola e atos de defesa pública da fé católica. | Barreta |
| — Ordem do Santo Sepulcro                                 | Mestre Cavaleiro de Colar Cavaleiro de Grã-Cruz Grande-Oficial Cavaleiro-Comendador Cavaleiro | 1099            | Godofredo de Bulhão | Distintos serviços prestados à Coroa espanhola e atos de defesa pública da fé católica. | Barreta |
| — Ordem de São João                                       | Cavaleiro                                                                                     | 1136            | Gerardo Tum         | Distintos serviços prestados à Coroa espanhola e atos de defesa pública da fé católica. | Barreta |

### Ordens dinásticas
| Ordem                              | Graus                          | Fundação e lema                        | Fundador   | Concessão                                                                               | Barreta |
| ---------------------------------- | ------------------------------ | -------------------------------------- | ---------- | --------------------------------------------------------------------------------------- | ------- |
| — A Insigne Ordem do Tosão de Ouro | Grão-Mestre Grã-Cruz Cavaleiro | 1430PRETIVM LABORVM NON VILE NON ALIVD | Filipe III | Distintos serviços prestados à Coroa espanhola e atos de defesa pública da fé católica. | Barreta |

## Honras Militares
- Cruz Laureada de São Fernando
- Medalha Militar
- Cruz de Guerra
- Medalha do Exército
- Medalha Naval
- Medalha Aérea
- Cruz do Mérito Militar – Decreto Real 1040/2003
- Cruz do Mérito Naval – Decreto Real 1040/2003
- Cruz do Mérito Aéreo – Decreto Real 1040/2003
- Real e Militar de São Hermenegildo [4]
- Cruz de Serviço Militar Longo
- Cruz Fidélitas
- Medalha de Campanha

Outros Prêmios Militares
- Citação para Distinção
- Menção Honorífica Militar

Decorações Militares Internacionais
- Medalha de Serviço da Política Comum de Segurança e Defesa
- Medalha das Nações Unidas
- Medalha da OTAN

Obsoletos
- Ordem Militar de María Cristina (1889–1931)
- Ordem naval de María Cristina (1891–1931)
- Medalha de Sofrimentos pela Pátria (1814–1989)
- Medalha da Campanha (1936-1939)
- Medalha da Campanha na Rússia (1943-1944)
- Medalha dos Mutilados (1938–1989) [5]
- Medalha de Ifni-Sahara (1958-2003)[6]
- Cruz de XXV Anos de Paz (1964)
- Medalha do Sahara (1977)[6]

Decorações Militares Internacionais Obsoletas
- Medalha de Serviço da União da Europa Ocidental

## Condecorações Civis

### Gerais
| Ordem                        | Graus                                               | Fundação e lema                                    | Fundador     | Concessão | Barreta |
| ---------------------------- | --------------------------------------------------- | -------------------------------------------------- | ------------ | --- | ------- |
| — Ordem de Carlos III        | Colar Grã-Cruz Comendador de Número Comendador Cruz | 1771VIRTVTI ET MERITO                              | Carlos III   | Serviços eminentes e extraordinários à Nação e à Coroa espanhola. | Barreta |
| — Ordem de Isabel a Católica | Colar Grã-Cruz Comendador de Número Comendador Cruz | 1815A la lealtad acrisolada por Isabel la Católica | Fernando VII | "Lealdade inabalável à Espanha e os méritos dos súditos espanhóis e estrangeiros em benefício da Nação e, especialmente, os serviços relacionados com a prosperidade da América e de outros territórios ultramarinos." | Barreta |
| — Ordem do Mérito Civil      | Colar Grã-Cruz Comendador de Número Comendador Cruz | 1926AL MERITO CIVIL                                | Afonso XIII  | "Virtudes cívicas dos funcionários públicos, bem como os serviços extraordinários à Nação de súditos espanhóis e estrangeiros."                                                                                        | Barreta |

### Política e Justiça
- Ordem de San Raimundo de Peñafort, criada em 1944 para "recompensar os méritos relevantes realizados pelas pessoas envolvidas na administração da Justiça e por sua contribuição e estudo de todos os ramos do Direito e pelos serviços não acabados às atividades judiciais sob a responsabilidade do Ministério da Justiça". [7] Depende do Subsecretário de Justiça, através da Divisão de Processamento de Direitos de Graça e Outros Direitos, e dentro da ordem há várias cruzes e medalhas. [8]
- Ordem do Mérito Constitutional, estabelecida pelo governo de Felipe González em 1988 para recompensar as pessoas que se distinguem por seus serviços à Constituição e aos valores nela estabelecidos". Pode ser concedido tanto a pessoas ou organizações (públicas ou privadas). [9]
- Ordem de Cisneros, criada em 1944 para recompensar o mérito político. É uma das decorações menos conhecidas que ainda hoje existem.
- Ordem para o Reconhecimento Civil das Vítimas do Terrorismo, criada em 1991, a fim de honrar aqueles mortos, feridos ou sequestrados por terroristas. Consiste em uma Grande Cruz, que pode ser entregue postumamente ao falecido e um Comendador, para os feridos e sequestrados.
- Medalha de Ouro do Senado.
- Medalha de Ouro do Congresso dos Deputados.

### Cultura e Sociedade
- Ordem Civil de Alfonso X, o Sábio, criada em 1945 com o objetivo de "premiar méritos relevantes nas áreas de educação, ciência, cultura, ensino superior e pesquisa". Em 1988 esta ordem substituiu a Ordem Civil de Afonso XII.
- Ordem das Artes e Letras de Espanha
- Ordem do Mérito Desportivo
- Medalha ao Mérito de Investigação e em Educação Universitária
- Medalha ao Mérito Filatélico
- Medalha ao Mérito da Radiodifusão
- Medalha ao Mérito das Belas Artes

### Assuntos Sociais
- Ordem Civil de Solidariedade Social, estabelecida em 1988 para substituir a antiga Ordem de Beneficência com o objetivo de "reconhecer pessoas ou organizações, tanto espanholas como estrangeiras, que se destacaram na promoção ou realização de atividades relacionadas ao bem-estar social". [10]
- Ordem Civil de Saúde, criada em 1943 para substituir a antiga Cruz das Epidemias, ao fim do "serviço gratificante e mérito no âmbito da assistência médica ou no curso da assistência no combate às epidemias".[11]
- Ordem ao Mérito do Plano Nacional sobre Drogas, estabelecida em 1995, é composto por 3 níveis: Medalha de Ouro, para aqueles que "se distinguiram no desempenho de suas atividades ou por realizações de especial significado ou importância, ou que implicaram risco de vida, tanto na prevenção, assistência, reinserção ou no combate ao narcotráfico, como em suas consequências ou rendimentos ilícitos derivados"; Medalha de Prata, para aqueles "que realizaram ou realizaram atividades notáveis com contínua dedicação e solidariedade, nas áreas acima mencionadas, levando em conta seus resultados reais"; Cruz Branca, para aqueles "que demonstraram uma dedicação exemplar e significativa nas reas acima mencionadas". [12]
- Ordem Civil do Mérito Ambiental, criado em 2009 para premiar pessoas e organizações por serviços eminentes ou ações de destaque, pela conservação da natureza, preservação do patrimônio natural e da biodiversidade, pelo combate às mudanças climáticas, pela qualidade ambiental, pela defesa e promoção da sustentabilidade da água marinha e dos recursos continentais e, em geral, por iniciativas de proteção ambiental.[13]
- Medalha ao Mérito Social Penitenciário, introduzido em 1996, destinados a recompensar os indivíduos ou instituições que tenham contribuído para a reabilitação carcerária. [14]
- Medalha de Honra da Imigração.
- Medalha e Placa para a Promoção de Valores de Igualdade.
- Medalha da Seguridade Social.
- Distinções da Cruz Vermelha Espanhola.
- Medalha do Doador de Sangue.

### Segurança
- Ordem ao Mérito do Corpo da Guarda Civil [15]
- Ordem de Mérito Policial
- Medalha ao Mérito de Proteção Civil
- Medalha de Mérito em Segurança Rodoviária
- Medalha ao Mérito Penitenciário
- Condecoração a Dedicação ao Serviço Policial [16]

### Sócioeconômicas
- Ordem Civil do Mérito das Telecomunicações e da Sociedade de Informação
- Ordem Civil do Mérito Postal
- Ordem do Mérito Agrário, Pesqueiro e Alimentário
- Medalha e Placa de Mérito Turístico
- Medalha e Placa ao Mérito do Transporte Terrestre
- Medalha e Placa ao Mérito da Marinha Mercante
- Medalha ao Mérito do Trabalho
- Medalha de Mérito em Seguros
- Medalha e Placa ao Mérito Comercial

### Regionárias

#### Andalusia
- Medalha de Andalusia

#### Aragão
- Medalha das Cortes de Aragão [17]

#### Astúrias
- Medalha das Astúrias

#### Ilhas Canárias
- Medalha de Ouro das Canárias

#### Ilhas Baleares
- Medalha de Ouro das Ilhas Baleares

#### Cantábria
- Medalha do Parlamento de Cantábria

#### Extremadura
- Medalha de Extremadura

#### Castela-Mancha
- Medalha de Ouro de Castela-Mancha
- Medalha e Placa ao Mérito Desportivo de Castela-Mancha
- Medalha e Placa ao Mérito de Saúde de Castela-Mancha
- Medalha de Mérito na Iniciativa Social de Castela-Mancha

#### Castela e Leão
- Medalha de Castela e Leão
- Medalha ao Mérito Professional de Castela e Leão
- Medalha das Cortes de Castela e Leão
- Medalha ao Mérito Parlamentarista

#### Catalunha
- Medalha de Ouro da Generalidade da Catalunha
- Prêmio Cruz de São Jorge

#### Galiza
- Medalha de Galiza
- Medalha Castelao
- Medalha da Rioja

#### Madrid
- Ordem do dia 2 de Maio [18]
- Medalha da Comunidade de Madrid

#### Múrcia
- Medalha da Região de Múrcia

#### Navarra
- Medalha de Ouro de Navarra
- Cruz de Carlos III, ''o Nobre'' de Navarra

#### País Basco
- Cruz da árvore de Guernica [19]
- Prêmio "Lan Onari"
- Prêmio "Lagun Onari"

#### Valência
- Distinções da Generalidade Valenciana
- Ordem de Jaime I, o "Conquistador"

### Outras
- Ordem das Damas Nobres de Espanha
- Medalha Plus Ultra
- Medalha de Mérito na Poupança

## Obsoletas
- Ordem Real e Militar de Espanha, José Bonaparte (1809–1812)
- Ordem Civil de Maria Victoria, Amadeu I de Espanha (1871–1873).[20]
- Ordem Civil de Afonso XII, Afonso XIII (1902–1931) Oficialmente substituída pela Ordem Civil de Alfonso X, o Sábio (1988)
- Ordem da República Espanhola, Segunda República Espanhola (1932–1939).
- Ordem Imperial do Yoke e das Flechas, Francisco Franco (1937–1976).